# Batalla del río Órbigo
La batalla de Órbigo tuvo lugar el 5 de octubre de 456 debe su nombre al río Órbigo que fue donde tuvo el enfrentamiento entre suevos y visigodos. Todavía en este mismo lugar, a lo largo de los tiempos, hubo varias otras batallas, entre ellas, la que fue trabada en el año 900 entre el rey Alfonso III de Asturias, llamado el Magno (866-910), y las tropas cordobesas del emir 'Abd Allah (888-912). Más tarde (siglo XIII) se construyó un puente sobre este río, llamado Puente del río Órbigo y también Puente del paso honroso.

## Historia y consecuencias
Los suevos ya habían sido convertidos al cristianismo. Gracias a sus campañas expansionistas y teniendo enfrente a un Imperio romano, a estas alturas muy debilitado por las derrotas sufridas, el Emperador Romano Avito, temiendo una represalia, pide ayuda a Teodorico II de los visigodos. Estos libran entonces una gran batalla contra los suevos en las márgenes del río Órbigo (próximo a Astorga), lo que culminó con la derrota de los suevos. Teodorico II se dirigió después con sus soldados hacia Bracara Augusta (Braga), donde saquearon la ciudad e infligieron una nueva derrota a los suevos, concluyendo con la muerte de Requiario. Así refiere el cronista Hidacio:

(...) el Rey de los godos Teodorico, con fuerte ejército y por designio y orden del emperador Avito, y habiéndosele opuesto el Rey de los suevos, Requiario, junto al río Orbigo, es vencido en el combate entablado
 Hidacio; cron. a.456 -II.VI [852-865] ; SAYAS ABENGOCHEA & Garcia MOROCHO, op. cit., p. 261

Como consecuencia, el reino se fragmenta y, con las disputas internas, dos reyes gobernarán al mismo tiempo: Frantán (456-57) y Aguiulfo (456-57). En 457 Maldras (457-459) reunifica el reino pero dos años después es asesinado, víctima de una conspiración. El reino nuevamente se divide, ahora entre Frumario (459-63) y Remismundo (hijo de Maldras) (459-69). Este pasa a reinar solo desde 463, mientras con las constantes derrotas y la muerte del sucesor de Maldras, Remismungo (459-69) en 469, el reino cae concluyentemente en un Período Oscuro, caracterizado por la falta de orden y por la escasez de registros. Existe sí una total disgregación y caos que solo tendrá fin en 550, con la ascensión de Karriarico.

## Reyes probables delPeríodo Oscuro
- Veremundo (469-508?)
- Requila II o Réquita II (484-490)
- Requiario II (508-?)
- Hermenerico II (?)
- Riciliano (?)
- Teodemundo (520-550)

## Informes y anotaciones
- El Reino Suevo
- Regnal Chronologies - Teutões Archivado el 25 de octubre de 2019 en Wayback Machine.
- Genealogía de Europa - Ibéria
- Los Suevos
- Roma y Romania
- Estados Hispánicos
- List of Kings
- Vándalos, Godos, Ostrogodos, Alanos y Suevos
- ORÍGENES Y POVOAMENTO
- Cronología de la península ibérica (Séc. IV - VII)
- Visigótico - Invasiones bábaras - Sumario
- Del Reino de la Galiza hasta a nuestros días

- Datos: Q766072